# 安巴雷
51°0′6″N 34°27′49″E / 51.00167°N 34.46361°E

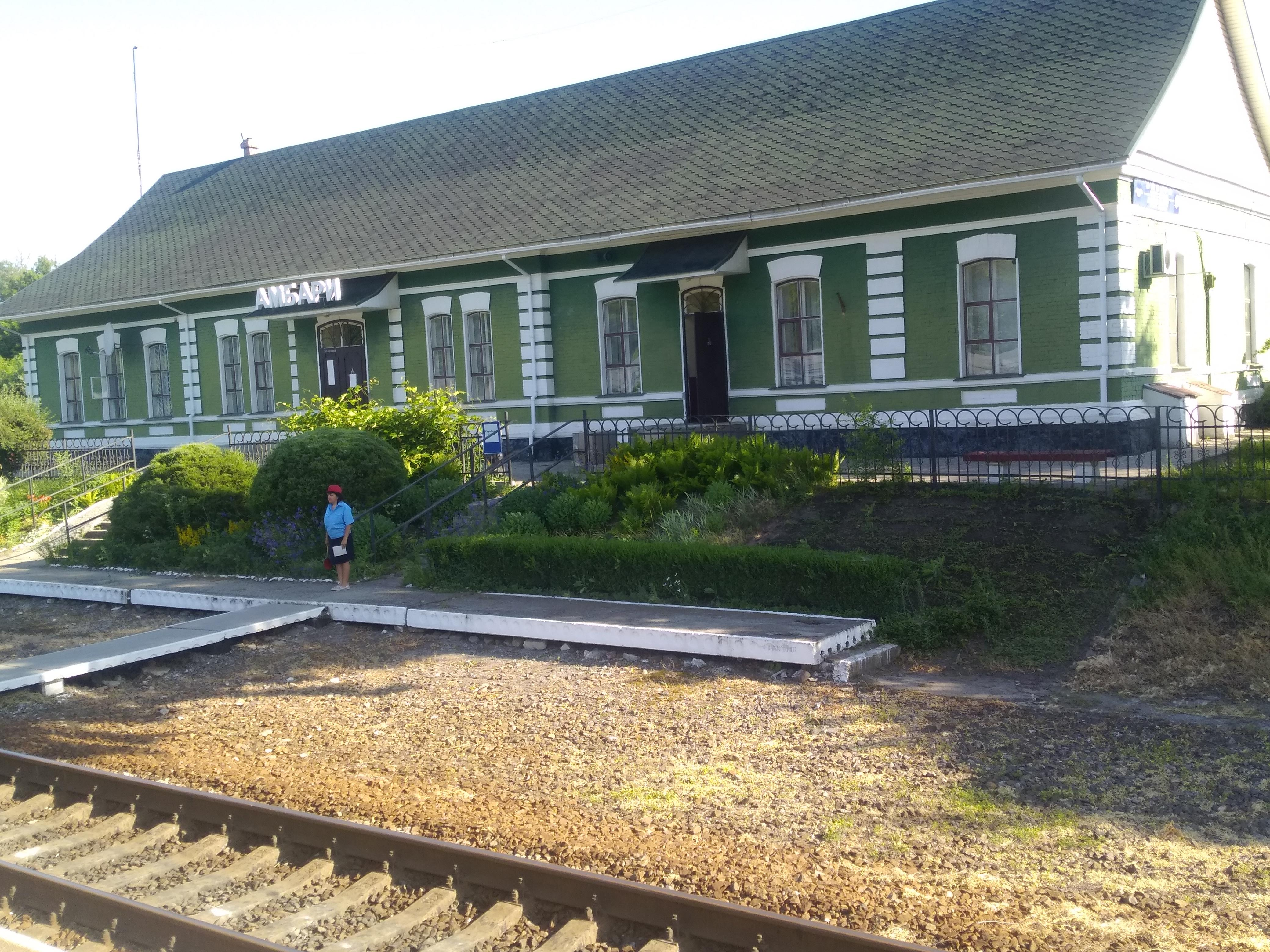
火车站

安巴雷（烏克蘭語：Амбари）是位於烏克蘭東北部的鄉村居民點，由蘇梅州蘇梅區的里奇基市镇負責管轄。該居民点距離佐里亞內、舍夫琴基夫卡和科爾沙奇納1.5公里，海拔高度173米，2001年人口42。